# Tekija u Fojnici
Tekija u Fojnici, nekadašnji derviški hram u Fojnici. Pripadala je nakšibendijskom tarikatu.

## Povijest
U Fojnici postoji ulica koja nosi naziv Šehov sokak. U toj ulici je ranije stanovao šejh Abdurahman Sirrija i njegov otac kadija Mehmed. Tu se nalazila i tekija koju je prema nekim pokazateljima osnovao Šaban Ahmed, graditelj Čaršijske džamije u Fojnici. Tekija je izgorjela u požaru 1945. godine, poslije čega nikada nije obnavljana.

## Vanjske povezice
Tekija u Fojnici  Arhivirana inačica izvorne stranice od 24. studenoga 2019. (Wayback Machine)